# Ian Evatt
Ian Ross Evatt (ur. 19 listopada 1981 w Coventry, Wielka Brytania) – angielski piłkarz, grający na pozycji obrońcy.

## Kariera
Karierę piłkarską Evatt zaczął w Derby County. Trafił do tego klubu mając 11 lat, a 7 lat później z tym klubem podpisał pierwszy profesjonalny kontrakt. W pierwszej drużynie Evatt zadebiutował w 2001 roku w meczu z Ipswich Town, wchodząc na boisko w 78. minucie spotkania. W sezonie 2001/2002 Evatt został wypożyczony na dwa miesiące do Northampton Town, gdzie rozegrał 11 spotkań. Po powrocie z wypożyczenia Evatt nie miał szans na grę, ale przełomem okazał się następny sezon, w którym Evatt rozegrał 30 spotkań.
Następnym klubem w karierze Evatta był Chesterfield, skąd trafił w 2003 roku. W barwach tego klubu Evatt rozegrał 84 spotkania i strzelił 9 goli. W 2005 roku Evatt trafił do Queens Park Rangers. Rok później został wypożyczony na 6 miesięcy do Blackpool. W tym czasie Evatt rozegrał 26 spotkań, a w 2007 roku Blackpool wykupiło piłkarza z QPR.
W Blackpool Evatt jest jednym z podstawowych piłkarzy tego zespołu. W sezonie 2009/2010 wywalczył z tym klubem awans do Premier League.
30 lipca 2013 roku podpisał 2-letni kontrakt z Chesterfield.